# Latvijas PSR čempionāts futbolā 1955
L'edizione 1955 del massimo campionato di calcio lettone fu la 11ª come competizione della Repubblica Socialista Sovietica Lettone; il titolo fu vinto dal Darba Rezerves, giunto al suo primo titolo.

## Formato
Il campionato era formato da dieci squadre che si incontrarono in gironi di andata e ritorno per un totale di 18 turni; erano assegnati due punti alla vittoria, un punto al pareggio e zero per la sconfitta.

## Classifica finale
|                        | Pos. | Squadra             | Pt | G  | V  | N | P  | GF | GS | DR  |
| ---------------------- | ---- | ------------------- | -- | -- | -- | - | -- | -- | -- | --- |
| RSS Lettone (bandiera) | 1.   | Darba Rezerves      | 32 | 18 | 16 | 0 | 2  | 61 | 16 | +45 |
|                        | 2.   | VEF Riga            | 25 | 18 | 12 | 1 | 5  | 40 | 22 | +18 |
|                        | 3.   | RĖZ Riga            | 24 | 18 | 11 | 2 | 5  | 40 | 12 | +28 |
|                        | 4.   | ASK Rīga            | 22 | 18 | 10 | 2 | 6  | 30 | 26 | +4  |
|                        | 5.   | Sarkanais Metalurgs | 21 | 18 | 9  | 3 | 6  | 25 | 15 | +10 |
|                        | 6.   | Vulkans Kuldiga     | 16 | 18 | 8  | 0 | 10 | 36 | 32 | +4  |
|                        | 7.   | Varpa Valmiera      | 11 | 18 | 4  | 3 | 11 | 29 | 48 | -19 |
|                        | 8.   | Dinamo Riga         | 11 | 18 | 5  | 1 | 12 | 23 | 54 | -21 |
|                        | 9.   | Daugava Talsi       | 11 | 18 | 4  | 3 | 11 | 24 | 62 | -38 |
|                        | 10.  | Ventspils           | 7  | 18 | 2  | 3 | 13 | 21 | 42 | -21 |